# Penjina
La Penjina (en russe : Пенжина) est un fleuve long de 713 km, qui coule dans le nord-est de la Sibérie orientale en Russie d'Asie.

## Géographie
Son cours est situé dans le kraï du Kamtchatka. Il prend sa source dans les monts de Magadan et se jette dans la mer d'Okhotsk au niveau du golfe de Penjina. Son bassin fluvial a une superficie de 73 500 km2.

## Histoire
En 1647, l'explorateur russe Mikhaïl Stadoukhine était arrive à ce fleuve aux frontières du Kamchatka et y avait construit un petit fortin de type ostrog.